# Max Ryan
Max Ryan (nacido el 2 de enero de 1967 en el norte de Inglaterra) es un actor británico y expiloto de motocross. Después de una experiencia cercana a la muerte en motocross, finalmente se dedicó a la actuación. Después de algunos papeles secundarios menores en famosas telenovelas británicas y una personalidad residente en un popular programa de juegos británico de la década de 1990, The Price is Right, consiguió un papel en la película de acción de Jet Li Kiss of the Dragon. Su actuación le dio otras oportunidades, como coprotagonizar con Steven Seagal como el villano principal en The Foreigner y aparecer en The League of Extraordinary Gentlemen de Sean Connery. Sus papeles posteriores incluyen un villano en Death Race de Jason Statham y un papel secundario en Sex and the City 2.

## Filmografía
| Año  | Título                                | Papel                |
| ---- | ------------------------------------- | -------------------- |
| 2001 | Kiss of the Dragon                    | Lupo                 |
| 2003 | Craven Marsh                          | Craven Marsh         |
| 2003 | The Foreigner                         | Dunoir               |
| 2003 | The League of Extraordinary Gentlemen | Dante                |
| 2006 | Thr3e                                 | Milton               |
| 2007 | The Box                               | Jack Taggart         |
| 2008 | Death Race                            | Pachenko             |
| 2009 | Dark Moon Rising                      | Darkman/Bender       |
| 2010 | Dry Run                               | James                |
| 2010 | Sex and the City 2                    | Rikard Spirt         |
| 2012 | A Dark Day's Night                    | Max                  |
| 2013 | Blackline: The Beirut Contract        | Miller               |
| 2013 | The Rogue                             | Bertrand             |
| 2013 | Double Fault                          | Nick Halladay        |
| 2014 | Tokarev                               | Kane                 |
| 2015 | Winter Dragon                         | Lews Therin Telamon  |
| 2015 | Echo Effect                           | Ross                 |
| 2016 | USS Indianapolis: Men of Courage      | Wilbur "Chuck" Gwinn |
| 2016 | Best Fake Friends                     | Mark Dillon          |
| 2018 | First Timers                          | Drake                |
| 2019 | Undateable John                       | Mr. Tate             |